# Haddam (Connecticut)
Haddam város az USA Connecticut államában, Middlesex megyében. Lakosainak száma 8452 fő (2020).

## Népesség
A település népességének változása:
| Lakosok száma | 7157 | 8345 | 8452 |
|               | 2000 | 2010 | 2020 |